# حاجی غازی
حاجی غازی (به انگلیسی: Haji Ghazi) یک روستا در پاکستان است که در ناحیه دیره غازی خان واقع شده‌است. حاجی غازی ۱۱۲ متر بالاتر از سطح دریا واقع شده‌است.